# Chińskie Tajpej na Zimowych Igrzyskach Olimpijskich 2022
Chińskie Tajpej na Zimowych Igrzyskach Olimpijskich 2022 – występ kadry sportowców reprezentujących Chińskie Tajpej (Republikę Chińską) na igrzyskach olimpijskich, które odbyły się w Pekinie, w Chińskiej Republice Ludowej, w dniach 4-20 lutego 2022 roku.
Reprezentacja Chińskiego Tajpej liczyła czworo zawodników – trzy kobiety i jednego mężczyznę.
Był to trzynasty start Chińskiego Tajpej (Republiki Chińskiej) na zimowych igrzyskach olimpijskich.

## Tło startu
Republika Chińska przyłączyła się do bojkotu dyplomatycznego igrzysk, ogłoszonego przez część państw zachodnich w sprzeciwie przeciwko łamaniu przez Pekin praw człowieka Ujgurów. Bojkot oznaczał brak przedstawicieli dyplomatycznych oraz innej obecności politycznej na igrzyskach. Nie dotyczył udziału w igrzyskach sportowców.
28 stycznia 2022 rząd Republiki Chińskiej ogłosił ponadto, że delegacja sportowa Chińskiego Tajpej nie weźmie udziału w ceremoniach otwarcia ani zamknięcia Zimowych Igrzyskach Olimpijskich w Pekinie. Oficjalnymi powodami były środki ostrożności związane z pandemią COVID-19 oraz późny wylot do Pekinu. Nieoficjalnym powodem był skandal wywołany przez rzecznika biura ds. Tajwanu Chińskiej Republiki Ludowej, który nazwał tajwańską reprezentację Tajpej, Chiny zamiast Chińskie Tajpej, co zostało odebrane na wyspie jako sugestia, że Tajwan jest częścią Chińskiej Republiki Ludowej, a nie suwerennym państwem.
29 stycznia 2022 Międzynarodowy Komitet Olimpijski wydał oświadczenie, w którym przypomniał, że uczestnictwo w ceremoniach otwarcia i zamknięcia igrzysk jest obowiązkiem określonym w Karcie Olimpijskiej. 1 lutego 2022 Komitet Olimpijski Chińskiego Tajpej ogłosił, że po rozmowach z Administracją ds. Sportu, które uwzględniły zapobieganie chorobom i stan zdrowia delegacji, delegacja sportowa Chińskiego Tajpej weźmie udział w obu ceremoniach.

## Reprezentanci

### Łyżwiarstwo szybkie
| Zawodniczka   | Konkurencja   | Finał   | Finał  | Finał   | Źródło |
| Zawodniczka   | Konkurencja   | Czas    | Strata | Miejsce | Źródło |
| ------------- | ------------- | ------- | ------ | ------- | ------ |
| Huang Yu-ting | 500 m kobiet  | 39,23   | +2,19  | 26.     | [ 4 ]  |
| Huang Yu-ting | 1000 m kobiet | 1:17.35 | +4.16  | 24.     | [ 4 ]  |
| Huang Yu-ting | 1500 m kobiet | 2:00,78 | +7,50  | 26.     | [ 4 ]  |

### Narciarstwo alpejskie
| Zawodnik    | Konkurencja     | 1 przejazd | 1 przejazd | 2 przejazd | 2 przejazd | Łącznie | Łącznie | Źródło |
| Zawodnik    | Konkurencja     | Czas       | Pozycja    | Czas       | Pozycja    | Czas    | Pozycja | Źródło |
| ----------- | --------------- | ---------- | ---------- | ---------- | ---------- | ------- | ------- | ------ |
| Ho Ping-jui | slalom mężczyzn | DNF        | DNF        | NQ         | NQ         | DNF     | DNF     | [ 5 ]  |
| Lee Wen-yi  | slalom kobiet   | 1:36,49    | 58.        | 1:09,55    | 50.        | 2:46,04 | 50.     | [ 6 ]  |

### Saneczkarstwo
| Zawodniczka  | Konkurencja    | 1. przejazd | 1. przejazd | 2. przejazd | 2. przejazd | 3. przejazd | 3. przejazd | 4. przejazd | 4. przejazd | Suma     | Suma    | Źródło |
| Zawodniczka  | Konkurencja    | Czas        | Miejsce     | Czas        | Miejsce     | Czas        | Miejsce     | Czas        | Miejsce     | Czas     | Miejsce | Źródło |
| ------------ | -------------- | ----------- | ----------- | ----------- | ----------- | ----------- | ----------- | ----------- | ----------- | -------- | ------- | ------ |
| Lin Sin-rong | jedynki kobiet | 1:01,550    | 32.         | 1:01.057    | 29.         | 1:01,004    | 30.         | NQ          | NQ          | 3:03,611 | 31.     | [ 7 ]  |